# Jeremy Wade
Jeremy John Wade (Suffolk, 5 de maig de 1956) és un presentador de televisió i escriptor anglès, autor de llibres sobre pesca. És conegut per la seva sèrie de televisió River Monsters (Mostres de Riu) i Jungle Hooks.

## Vida personal
Wade va ser criat en Suffolk, Anglaterra, on el seu pare era un vicari. És llicenciat en zoologia a la Universitat de Bristol i té un certificat d'ensenyament de postgrau en ciències biològiques de la Universitat de Kent i ha treballat a l'escola secundària com a professor de biologia a Kent. El 1984, va ser detingut i interrogat com un espia sospitós durant un viatge de pesca al llarg del riu Mekong a Tailàndia.

## Publicacions
- Boote P and Wade J (1994) Somewhere Down the Crazy River Coronet. ISBN 9780340603215 – classic angling book.[1]
- Wade, Jeremy (2011) River Monsters: True Stories of the Ones that Didn't Get Away Da Capo Press. ISBN 9780306819544.